# 星野曹樹
星野 曹樹（ほしの ともき、1997年11月5日 - ）は、日本の男子プロバスケットボール選手である。ポジションはスモールフォワード。

## 来歴
新潟県魚沼市出身。
帝京長岡高校時代には全国大会ベスト8。白鷗大ではパワーフォワードとして関東大学選手権優勝とインカレ4位。年代別日本代表も経験。
2020年1月、新潟アルビレックスBBに特別指定選手として登録。卒業後にプロ契約。
2022年5月、新潟と契約解除。
8月、群馬クレインサンダーズに練習生として加入し、12月に選手契約。
2024年6月5日に仙台89ERSと契約を結んだ。

## 日本代表歴
- U22日本代表
- U24日本代表